# Damián Isern
Damián Isern y Marco (Palma de Mallorca, 11 de abril de 1852-Ciempozuelos, 27 de octubre de 1914) fue un escritor, político y ensayista español, teórico del regeneracionismo, neotomista y tradicionalista católico.

## Biografía
Nacido el 11 de abril de 1852 en Palma de Mallorca, estudió Teología en su ciudad natal, abandonando tales estudios. Posteriormente, se licenció en Derecho y Filosofía en las universidades de Barcelona y de Valencia. Fijó su residencia en Madrid, militó en el partido carlista y fue redactor de uno de sus principales diarios, El Siglo Futuro. Poco después, abandonó el carlismo y El Siglo Futuro, pasando a formar parte de los llamados "mestizos" o mixtos (católicos partidarios de aceptar el sistema de la Restauración), y fue director de los diarios pidalianos La Unión y La Unión Católica, desde los que mantuvo sonadas disputas con carlistas, integristas y liberales. 
Fue miembro numerario desde 1895 (año en que fue elegido y tomó posesión de la plaza) de la Real Academia de Ciencias Morales y Políticas, con la medalla 31. Fue varias veces elegido diputado a Cortes. Se carteó con Miguel de Unamuno, Ramón Menéndez Pidal, Joaquín Costa o José María Pereda, próximo este último a sus tesis sociopolíticas. 
Su contribución más destacada a la literatura regeneracionista fue su libro Del desastre nacional y sus causas, publicado en 1899 y caracterizado por tratarse de «un diagnóstico —según José Luis Abellán— que se encierra en su propìo pesimismo, delatando la existencia de una sociedad degenerada, decadente y corrupta, así como las causas que han llevado a tan deprimente situación».
En Madrid, vivió en la calle de la Palma, en el barrio de Malasaña. Mereció el respeto de Leopoldo Alas «Clarín». Falleció en el psiquiátrico de Ciempozuelos.

## Obras
- De las evoluciones sociales y los métodos en la política.
- Del desastre nacional y sus causas.
- De la Defensa Nacional.
- De las formas de gobierno ante la ciencia jurídica y los hechos.
- De la Democracia, la Libertad y la República en Francia.
- Las capitanías generales vacantes: el general Polavieja como militar y como hombre de gobierno.
- Problemas y teoremas económicos, sociales y jurídicos.
- La Santa Sede y la acción católica en Italia.
- Ortí y Lara y su época.
- El liberalismo y la libertad.
- Cuadrado y sus obras.
- Oligarquía y caciquismo.
- Del espiritualismo escolástico y las ciencias experimentales.